# Антиетатизъм
Антиетатизъм (anti – анти, противо-; etat – държава) представлява политика на ненамеса на държавата в икономиката и в обществения живот като цяло. При антиетатистката политика всички членове на обществото имат равни икономически и социални права, a държавата има само административни функции.